# Эспарцет песчаный
Эспарце́т песча́ный, также днепро́вский, или донско́й (лат. Onobrýchis arenária) — многолетнее травянистое растение, вид рода Эспарцет (Onobrychis) семейства Бобовые (Fabaceae). Ценное кормовое и медоносное растение.

## Ботаническое описание
Многолетнее травянистое растение с среднеглубокой или глубокой корневой системой (до 270 см в степях). Главный корень сильно ветвящийся, желтоватого цвета. Ежегодно образуются однолетние удлинённые побеги. Почки возобновления располагаются в основаниях побегов. Также почки имеются в пазухах листьев. Стебли с одревесневающим основанием, изредка полые, зелёные, прямые или восходящие, достигающие 30—60 см в высоту (редко до 80 см), бороздчатые, обычно прижатоопушённые.
Листья непарноперистые, черешковые, с 6—10 парами листочков, в очертании линейно-продолговатые до длинноэллипсоидных. Верхняя поверхность листочков зелёная, голая, нижняя — с прижатым опушением. Жилкование перистое. Прилистники буроватые, нижние — сросшиеся, верхние — свободные, широкотреугольные.
Цветки собраны в густые многоцветковые кисти 14—20 см длиной. Прицветники плёнчатые, заострённые, ланцетной формы, 2,5—3 мм длиной. Цветоножки 2—2,5 мм длиной. Чашечка короткоопушённая, разделена на 5 долей, 3—6 мм длиной. Венчик фиолетово-розового цвета, с более тёмными полосками, 8—12 мм длиной. Флаг обратнояйцевидной или широкоэллипсоидальной формы, 8—10×6—8 мм. Крылья 2—2,5 мм длиной.
Плод — полуокруглый буроватый боб 5—7 мм длиной, содержащий одно семя, при созревании не раскрывающийся, а опадающий. Поверхность боба может быть мелкоопушённой, мелкоячеистая. Нижние бобы соцветия опадают до созревания верхних. Семя продолговатое, коричневатое, 2,5—3×1,5—2 мм.
Набор хромосом — 2n = 14. Выведены триплоидные и анеуплоидные сорта.

## Распространение и экология
Распространён в Центральной, Восточной и Юго-Восточной Европе, а также на Кавказе, на юге Сибири; на запад заходит в центральную Францию и северную Италию. Первоначальный ареал группы видов, из которой произошёл эспарцет песчаный — север Балканского полуострова.
В России ареал эспарцета простирается от степной и лесостепной зон Восточно-Европейской равнины через степную зону Сибири до Забайкалья и Якутии. В Московской области редок, встречается в южной половине области, по-видимому, как одичавшее заносное растение. Вид включен в ботанический атлас растений Ленинградской области.
В условиях культуры произрастает 6—7 лет, в природных местах обитание — 30—40 лет. В монокультуре не испытывает конкурентного влияния со стороны других компонентов, поэтому его рост и развитие — ускоренные. При затоплении полыми водами сильно изреживается или выпадает из травостоя. Лучшие почвы для эспорцета — чернозёмы и почвы богатые известью. Хорошо развивается на каштановых, суглинистых, песчаных и смытых склонах. Благодаря сильной растворяющей способности корневых выделений может расти на каменистых или щебенчатых почвах, где другие культуры не дают положительных результатов.
Семена поражают следующие насекомые: эспорцетовый цветоед (Meligetes erythropus Gull.), эспорцетовый цветочный комарик (Cantarinia onobrychis Kit.), эспарцетовая зерновка (Bruchidius unicolor), эспарцетовая толстоножка (Eurytoma onobrychidis Nik.), трипс хищный (Odontothrips intermedius Uzel.).

## Химический состав
В листьях содержится 228 мг % аскорбиновой кислоты. В фазе бутонизации содержат 22,41 мг % каротина, в начале цветения 32,27 % и в цветении 45,52 мг %.
Переваримость белков 42 %, клетчатки 72—73 %, жира 64—69 %, БЭВ 76—80 %. В 100 кг содержится 56 кормовых единиц.
| Что анализировалось | время   | Воды (в %) | От абсолютного сухого вещества в % | От абсолютного сухого вещества в % | От абсолютного сухого вещества в % | От абсолютного сухого вещества в % | От абсолютного сухого вещества в % |
| Что анализировалось | время   | Воды (в %) | золы                               | протеина                           | жира                               | клетчатки                          | БЭВ                                |
| ------------------- | ------- | ---------- | ---------------------------------- | ---------------------------------- | ---------------------------------- | ---------------------------------- | ---------------------------------- |
| Основной травостой  | 13 июня | 6,8        | 7,8                                | 16,9                               | 1,8                                | 34,8                               | 38,7                               |
| Отава               | 22 июня | 3,6        | 9,8                                | 21,5                               | 2,3                                | 23,2                               | 43,2                               |
| Отава               | 14 июля | 5,8        | 11,2                               | 23,2                               | 2,5                                | 20,0                               | 43,1                               |

Семена содержат 7—8 % жирного масла с твёрдыми кислотами, сахарозу и рафинозу.

## Значение и применение
Эспарцет песчаный — ценное кормовое растение, заслуживающее широко применения в сенообороте. Введён в культуру на Украине в середине XX века. В СССР созданы высокоурожайные и морозостойкие сорта. Также используется для создания межвидовых гибридов с эспарцетом виколистным.

На пастбище хорошо поедается лошадьми и хуже другим скотом. Не вызывает тимпанию рубца. Правильно собранный в сене поедается без остатка. Не выносит выпас и плохо отрастает после стравливания. Особенно вредно сказывается выпас овец, которые низко скусывают траву и повреждают корневую шейку.

### В пчеловодстве
Эспарцет песчаный — хороший медонос. На 1 цветок приходится 0,07 мг нектара, урожайность сплошных насаждений 90 кг/га. По другим источникам продуктивность мёда сплошными зарослями колеблется от 60 кг (2-й год жизни) до 300кг (3-й год жизни) на 1 гектар сплошных посевов. Кроме нектара с цветков пчёлы собирают тёмно-жёлтую пыльцу. На одном цветке ее содержится 0,075 мг, соцветии — 5,2 мг, модельной особи — 262 мг. Продуктивность пыльцы сплошными зарослями колеблется от 26,3 кг (2-й год жизни) до 130,1 кг (3—4-й год жизни). Сеять эспарцет песчаный необходимо в пределах оптимального лёта пчел — 200—500 метров. В радиусе 800—1000 м посещаемость эспарцетовых зарослей пчёлами падает на 20 %. При благоприятных условиях на 1 м² работают 15—20 пчёл.
По наблюдениям в условиях Алтайского края на 1 м² в течение дня работало 395 медоносных пчёл. При этом дневной привес контрольного улья достигал 5,1 кг. В двухполосных посевах с люцерной синегибридной максимальный показатель посещения — 432 пчелы за день на 1 м². В варианте с донником жёлтым показатель снизился до 424 пчелы за день на 1 м². Суточный привес улья в данных вариантах составил соответственно 5,3 и 5,2 кг. В варианте эспарцет песчаный, люцерна синегибридная, донник жёлтый показатель посещаемости вырос до 458 медоносные пчелы на 1 м², суточный привес улья — 5,5 кг.

## Классификация

### Таксономия
Onobrychis arenaria (Kit.) DC., 1825, Prodr. 2: 345
Вид Эспарцет песчаный относится к роду Эспарцет (Onobrychis) подсемейства Мотыльковые (Papilionoideae) семейства Бобовые (Fabaceae) порядка Бобовоцветные (Fabales). Таксономическая схема в соответствии с Системой APG IV по состоянию на декабрь 2023 года:
|  |                                      |  |                                   |                                   |                   |  | ещё 3 семейства | ещё 3 семейства   |                          |  |  |  | еще 523 рода                                                    | еще 523 рода      |  |  |
|  |                                      |  |                                   |                                   |                   |  | ещё 3 семейства | ещё 3 семейства   |                          |  |  |  | еще 523 рода                                                    | еще 523 рода      |  |  |
|  |                                      |  |                                   | порядок Бобовоцветные             |                   |  |                 |                   | подсемейство Мотыльковые |  |  |  |                                                                 | Эспарцет песчаный |  |  |
|  |                                      |  |                                   | порядок Бобовоцветные             |                   |  |                 |                   | подсемейство Мотыльковые |  |  |  |                                                                 | Эспарцет песчаный |  |  |
|  | отдел Цветковые, или Покрытосеменные |  |                                   |                                   | семейство Бобовые |  |                 |                   | род Эспарцет             |  |  |  |                                                                 |                   |  |  |
|  | отдел Цветковые, или Покрытосеменные |  |                                   |                                   |                   |  |                 |                   |                          |  |  |  |                                                                 |                   |  |  |
|  |                                      |  | ещё 63 порядка цветковых растений | ещё 63 порядка цветковых растений |                   |  |                 | еще 5 подсемейств | еще 5 подсемейств        |  |  |  | еще 296 подтвержденных видов и 52 вида, ожидающих подтверждения |                   |  |  |
|  |                                      |  |                                   | ещё 63 порядка цветковых растений |                   |  |                 |                   | еще 5 подсемейств        |  |  |  |                                                                 |                   |  |  |

### Внутривидовые таксоны
Благодаря обширному ареалу эспарцет песчаный является очень полиморфным видом, внутри которого выделяют множество подвидов.
- Onobrychis arenaria subsp. arenaria
- Onobrychis arenaria subsp. cana (Boiss.) Hayek — Эспарцет армянский
- Onobrychis arenaria subsp. lasiostachya (Boiss.) Hayek
- Onobrychis arenaria subsp. miniata (Steven) P.W.Ball — Эспарцет киноварно-красный
- Onobrychis arenaria subsp. sibirica (Širj.) P.W.Ball — Эспарцет сибирский
- Onobrychis arenaria subsp. taurerica Hand.-Mazz.
- Onobrychis arenaria subsp. tommasinii (Jord.) Asch. & Graebn.

Некоторые авторы выделяют также подвид Onobrychis arenaria var. ferganica Širj. или трактуют его в статусе самостоятельного вида Onobrychis ferganica (Širj.) Grossh., 1948 (Эспарцет ферганский). По современной классификации это синоним подвида Onobrychis arenaria subsp. arenaria.

### Синонимы
- Hedysarum arenarium Kit., 1814basionym
- Onobrychis sativa [[sensu auct., p.p.]]
- Onobrychis sativa var. arenaria (Kit.) W.D.J.Koch
- Onobrychis viciifolia subsp. arenaria (Kit.) Thell.